# チャシタナ
チャシタナ（Castana、在位：1世紀初頭）は、古代にインドの北西部を支配した西クシャトラパ、バードラムカス朝の最初の王。

## 来歴
チャシタナはヤサモティカというサカ人の息子として生まれ、西クシャトラパを支配したクシャハラータ朝の王家の縁戚であった。クシャハラータ朝最後の王ナハパーナはチャシタナの同時代人であり、西クシャトラパの勢力を大いに拡大したが、中央インドの大国サータヴァーハナ朝の王ガウタミープトラ・シャータカルニによって破られ死去した。
チャシタナが総督（クシャトラパ）となったのは西暦120年よりは後のことであるが、即位した時には既にかなりの高齢であったと推測される。124年頃に大総督（マハークシャトラパ mahakshatrapa）となり、130年頃の彼の碑文によれば、彼は孫のルドラダーマンと共に統治し、両者とも王（ラージャ raja）という称号を用いていた。
ナハパーナの支配していた領域の一部を支配下に組み入れ、後の西クシャトラパ繁栄の基礎を築いた。彼の息子ジャヤダーマンの治世は短く、またジャヤダーマンはマハークシャトラパを称することはなかった。その後ルドラダーマンが後継者となった。このあたりの経緯は明瞭ではない。